# 珀藏斯
珀藏斯（法語：Pezens，法語發音：[pəzɛ̃s] ⓘ）是法国奥德省的一个市镇，位于该省北部偏西，属于卡尔卡松区。

## 地理
珀藏斯（43°15'16"N, 2°15'55"E）面积11.11 平方千米，位于法国奧克西塔尼大區奥德省，该省份为法国南部沿海省份，北起塔恩省，西北接上加龙省，西接阿列日省，南至东比利牛斯省，东临地中海，东北与埃罗省接壤。
与珀藏斯接壤的市镇（或旧市镇、城区）包括：卡尔卡松、科和索藏斯、穆苏朗斯、佩诺捷、圣厄拉利、旺特纳克卡巴代斯、维勒塞克朗德。

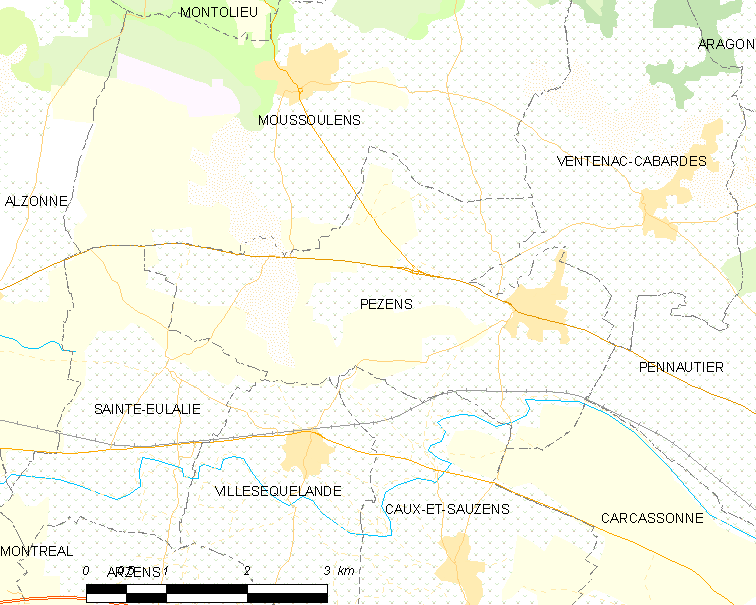
珀藏斯的OSM定位图

珀藏斯的时区为UTC+01:00、UTC+02:00（夏令时）。

## 行政
珀藏斯的邮政编码为11170，INSEE市镇编码为11288。

## 政治
珀藏斯所属的省级选区为努瓦尔山区拉马勒佩尔县。

## 人口

1962-2008年间珀藏斯人口变化图示

珀藏斯于2022年1月1日时的人口数量为1598人。